# Мейплтон (Мен)
Мейплтон (англ. Mapleton) — місто (англ. town) в США, в окрузі Арустук штату Мен. Населення — 1886 осіб (2020).

## Демографія
Згідно з переписом 2010 року, у місті мешкало 1948 осіб у 816 домогосподарствах у складі 578 родин. Було 864 помешкання
Расовий склад населення:
| - 98,0 % — білих - 0,9 % — корінних американців - 0,3 % — азіатів - 0,2 % — чорних або афроамериканців |

До двох чи більше рас належало 0,6 %. Частка іспаномовних становила 0,3 % від усіх жителів.
За віковим діапазоном населення розподілялося таким чином: 20,6 % — особи молодші 18 років, 64,9 % — особи у віці 18—64 років, 14,5 % — особи у віці 65 років та старші. Медіана віку мешканця становила 43,5 року. На 100 осіб жіночої статі у місті припадало 101,2 чоловіків;  на 100 жінок у віці від 18 років та старших — 104,2 чоловіків також старших 18 років.
Середній дохід на одне домашнє господарство  становив 65 351 долар США (медіана — 51 250), а середній дохід на одну сім'ю — 75 343 долари (медіана — 63 750). Медіана доходів становила 48 833 долари для чоловіків та 34 265 доларів для жінок. За межею бідності перебувало 11,3 % осіб, у тому числі 10,1 % дітей у віці до 18 років та 11,7 % осіб у віці 65 років та старших.
Цивільне працевлаштоване населення становило 1064 особи. Основні галузі зайнятості: освіта, охорона здоров'я та соціальна допомога — 21,6 %, виробництво — 14,8 %, роздрібна торгівля — 13,0 %.